# Lijst van gemeentelijke monumenten in Meppel
De gemeente Meppel kent 37 gemeentelijke monumenten. Hieronder een overzicht. 

## Broekhuizen
De plaats Broekhuizen kent 3 gemeentelijke monumenten:
| Object          | Bouwjaar | Architect | Locatie        | Coördinaten                   | Nr.          | Afbeelding  |
| --------------- | -------- | --------- | -------------- | ----------------------------- | ------------ | ----------- |
| Boerderij       |          |           | Broekhuizen 13 | 52° 41' 39" NB, 6° 15' 48" OL | 0119/wikinr1 | Upload foto |
| Gebouw / woning |          |           | Broekhuizen 15 | 52° 41' 39" NB, 6° 15' 60" OL | 0119/wikinr2 | Upload foto |
| Boerderij       |          |           | Broekhuizen 18 | 52° 41' 33" NB, 6° 15' 47" OL | 0119/wikinr3 | Upload foto |

## Meppel
De plaats Meppel kent 32 gemeentelijke monumenten:
| Object                  | Bouwjaar                                              | Architect | Locatie            | Coördinaten                   | Nr.           | Afbeelding              |
| ----------------------- | ----------------------------------------------------- | --------- | ------------------ | ----------------------------- | ------------- | ----------------------- |
| Woonhuis                | 1800                                                  |           | Bleekerseiland 11  | 52° 41' 47" NB, 6° 11' 15" OL | 0119/wikinr4  | Woonhuis                |
| Woonhuis                | 1800                                                  |           | Bleekerseiland 13  | 52° 41' 47" NB, 6° 11' 15" OL | 0119/wikinr5  | Woonhuis                |
| Café De Beurs           | 1890                                                  |           | Grote Kerkstraat 3 | 52° 41' 51" NB, 6° 11' 28" OL | 0119/wikinr7  | Meer afbeeldingen       |
| Voormalig postkantoor   | 1874                                                  |           | Hagenstraat 2      | 52° 41' 53" NB, 6° 11' 23" OL | 0119/wikinr8  | Upload foto             |
| Voormalig postkantoor   | 1874                                                  |           | Hagenstraat 4      | 52° 41' 53" NB, 6° 11' 24" OL | 0119/wikinr9  | Upload foto             |
| Voormalig postkantoor   | 1874                                                  |           | Hoofdstraat 28     | 52° 41' 54" NB, 6° 11' 24" OL | 0119/wikinr10 | Upload foto             |
| Woning                  | ca. 1900                                              |           | Hoofdstraat 61     | 52° 41' 50" NB, 6° 11' 26" OL | 0119/wikinr11 | Woning                  |
| Boerderij               | 1790                                                  |           | Hoogeveenseweg 27  | 52° 41' 9" NB, 6° 12' 27" OL  | 0119/wikinr12 | Meer afbeeldingen       |
| Smederij                | 1793                                                  |           | Keizersgracht 14   | 52° 41' 44" NB, 6° 11' 32" OL | 0119/wikinr13 | Smederij                |
| Woning                  | 1733                                                  |           | Keizersgracht 31   | 52° 41' 45" NB, 6° 11' 37" OL | 0119/wikinr14 | Woning                  |
| Woning                  | 1733                                                  |           | Keizersgracht 33   | 52° 41' 45" NB, 6° 11' 38" OL | 0119/wikinr15 | Upload foto             |
| Winkel                  |                                                       |           | Kerkplein 4        | 52° 41' 50" NB, 6° 11' 24" OL | 0119/wikinr16 | Meer afbeeldingen       |
| Winkel                  | ca. 1885                                              |           | Molenstraat 45     | 52° 41' 60" NB, 6° 11' 17" OL | 0119/wikinr17 | Winkel                  |
| Winkel                  | 1791                                                  |           | Molenstraat 47     | 52° 41' 60" NB, 6° 11' 16" OL | 0119/wikinr18 | Winkel                  |
| Winkel                  | In de kern laat-middeleeuws, met een 19e-eeuwse gevel |           | Molenstraat 51     | 52° 41' 60" NB, 6° 11' 16" OL | 0119/wikinr19 | Winkel                  |
| Woning                  | ca. 1890                                              |           | Stationsweg 8      | 52° 41' 32" NB, 6° 11' 31" OL | 0119/wikinr20 | Woning                  |
| Woning                  | 1910                                                  |           | Stationsweg 10     | 52° 41' 32" NB, 6° 11' 31" OL | 0119/wikinr21 | Woning                  |
| Woning                  | 1910                                                  |           | Stationsweg 12     | 52° 41' 32" NB, 6° 11' 31" OL | 0119/wikinr22 | Woning                  |
| Woning                  | 1910                                                  |           | Stationsweg 14     | 52° 41' 32" NB, 6° 11' 32" OL | 0119/wikinr23 | Woning                  |
| Villa                   | 1890                                                  |           | Stationsweg 23     | 52° 41' 33" NB, 6° 11' 37" OL | 0119/wikinr24 | Villa                   |
| Woning Parkzicht        | ca. 1895                                              |           | Werkhorst 22       | 52° 41' 19" NB, 6° 11' 26" OL | 0119/wikinr25 | Woning Parkzicht        |
| Woning                  |                                                       |           | Werkhorst 24       | 52° 41' 19" NB, 6° 11' 26" OL | 0119/wikinr26 | Woning                  |
| Winkel                  |                                                       |           | Zuideinde 1        | 52° 41' 43" NB, 6° 11' 27" OL | 0119/wikinr27 | Winkel                  |
| Winkel                  | ca. 1890                                              |           | Zuideinde 6        | 52° 41' 43" NB, 6° 11' 26" OL | 0119/wikinr28 | Upload foto             |
| Winkel                  | ca. 1890                                              |           | Zuideinde 8        | 52° 41' 42" NB, 6° 11' 25" OL | 0119/wikinr29 | Upload foto             |
| Voormalig dokterswoning | 1900                                                  |           | Zuideinde 35       | 52° 41' 38" NB, 6° 11' 27" OL | 0119/wikinr30 | Voormalig dokterswoning |
| Villa                   | 1886                                                  |           | Zuideinde 43       | 52° 41' 37" NB, 6° 11' 28" OL | 0119/wikinr31 | Villa                   |
| Villa                   | 1900                                                  |           | Zuideinde 47       | 52° 41' 36" NB, 6° 11' 28" OL | 0119/wikinr32 | Villa                   |
| Herenhuis               | 1882                                                  |           | Zuideinde 48       | 52° 41' 37" NB, 6° 11' 26" OL | 0119/wikinr33 | Herenhuis               |
| Herenhuis               | 1889 (1980 verbouwd)                                  |           | Zuideinde 58       | 52° 41' 35" NB, 6° 11' 25" OL | 0119/wikinr34 | Herenhuis               |
| Woning                  | ca. 1890                                              |           | Zuideinde 108      | 52° 41' 25" NB, 6° 11' 26" OL | 0119/wikinr35 | Meer afbeeldingen       |

## Nijeveen
De plaats Nijeveen kent 2 gemeentelijke monumenten:
| Object    | Bouwjaar | Architect | Locatie         | Coördinaten                   | Nr.           | Afbeelding        |
| --------- | -------- | --------- | --------------- | ----------------------------- | ------------- | ----------------- |
| Boerderij | 1800     |           | Dorpsstraat 131 | 52° 44' 20" NB, 6° 11' 10" OL | 0119/wikinr36 | Meer afbeeldingen |
| Boerderij | 1921     |           | Dorpsstraat 141 | 52° 44' 23" NB, 6° 11' 22" OL | 0119/wikinr37 | Upload foto       |